# Špiljska umjetnost iberijskog mediteranskog bazena
Špiljska umjetnost iberijskog mediteranskog bazena je zajednički naziv za skupinu arheoloških lokaliteta koje su UNESCO-ova svjetska baština zbog jedinstvene vrijednosti prapovijesnih špiljskih slika, petroglifa i reljefa, koji čine najgušću koncentraciju ovakvih nalaza na svijetu. 
Ovu skupinu špilja treba razlikovati od drugog UNESCO-ovog zaštićenog lokaliteta u Španjolskoj pod nazivom "Altamira i paleolitska umjetnost sjeverne Španjolske".

## Razmještaj lokaliteta
Broj zaštićenih lokaliteta je znatno porastao od njihova upisa na UNESCO-ov popis mjesta svjetske baštine u Europi 1998. godine, i iznosi 727 lokaliteta. raspršeni su u 16 provincija u 6. španjolskih autonomnih zajednica: 
- Andaluzija (69):
  - Jaén (pokrajina): 42 lokaliteta,
  - Almería (pokrajina): 25 lokaliteta,
  - Granada (pokrajina): 2 lokaliteta,
- Aragon (132):
  - Teruel (pokrajina): 67 lokaliteta,
  - Huesca (pokrajina): 47 lokaliteta,
  - Zaragoza (pokrajina): 18 lokaliteta,
- Kastilja-La Mancha (93):
  - Albacete (pokrajina): 79 lokaliteta,
  - Cuenca (pokrajina): 12 lokaliteta,
  - Guadalajara (pokrajina): 2 lokaliteta,
- Katalonija (60):
  - Tarragona (pokrajina): 39 lokaliteta,
  - Lérida (pokrajina): 16 lokaliteta,
  - Barcelona (pokrajina): 25 lokaliteta,
- Regija Murcia (72)
- Valencijska Zajednica (301)

## Odlike
Iako su zajednički nazvane "mediteranskima", veliki broj lokaliteta se nalaze u unutrašnjosti pokrajina kao što su Aragon i Kastilja-La Mancha. Njihova umjetnička djela više-manje datiraju od mezolitika od oko 10.000. pr. Kr., do početka bakrenog doba, oko 4.500. pr. Kr.
Prvi put su otkrivena u pokrajini Teruel 1903. godine, a Juan Cabre je bio prvi koji je proučavao ova djela smatrajući ih regionalnom verzijom paleolitske umjetnosti. Antonio Beltran Martinez je bio prvi koji ih je smjestio na koncu paleolitika, tijekom mezolitika i početkom neolitika, razvrstavajući ih u četiri stilska razdoblja: naturalizam, statična stilizacija, dinamična stilizacija, moderna stilizacija i završni shematski stil.
- Slika jelena iz La Sarga, Jijona, Alicante
- Konj iz tzv. Maurske špilje, El Cogul, Las Garrigas, Katalonija
- Strijelac, shematski stil
- Simbol čovjeka s lukom iz Špilje znakova, Vélez-Blanco, Almería, Andaluzija

## Poveznice
- Prapovijesni lokaliteti u dolini Vézère
- Altamira

## Vanjske poveznice
- Arte Rupestre del Arco Mediterráneo de la Península Ibérica[neaktivna poveznica] Web stranica španjolskog ministarstva kulture.